# Fred B. Balzar
Fred Bennett Balzar (ur. 15 czerwca 1880 w Virginia City, zm. 21 marca 1934) – amerykański polityk, piętnasty gubernator Nevady.
W 1905 został wybrany do stanowej izby reprezentantów, w latach 1909–1917 zasiadał w stanowym senacie. Od 1927 pełnił funkcję gubernatora z ramienia Partii Republikańskiej (zmarł w trakcie kadencji).